# Kinh tế cà phê

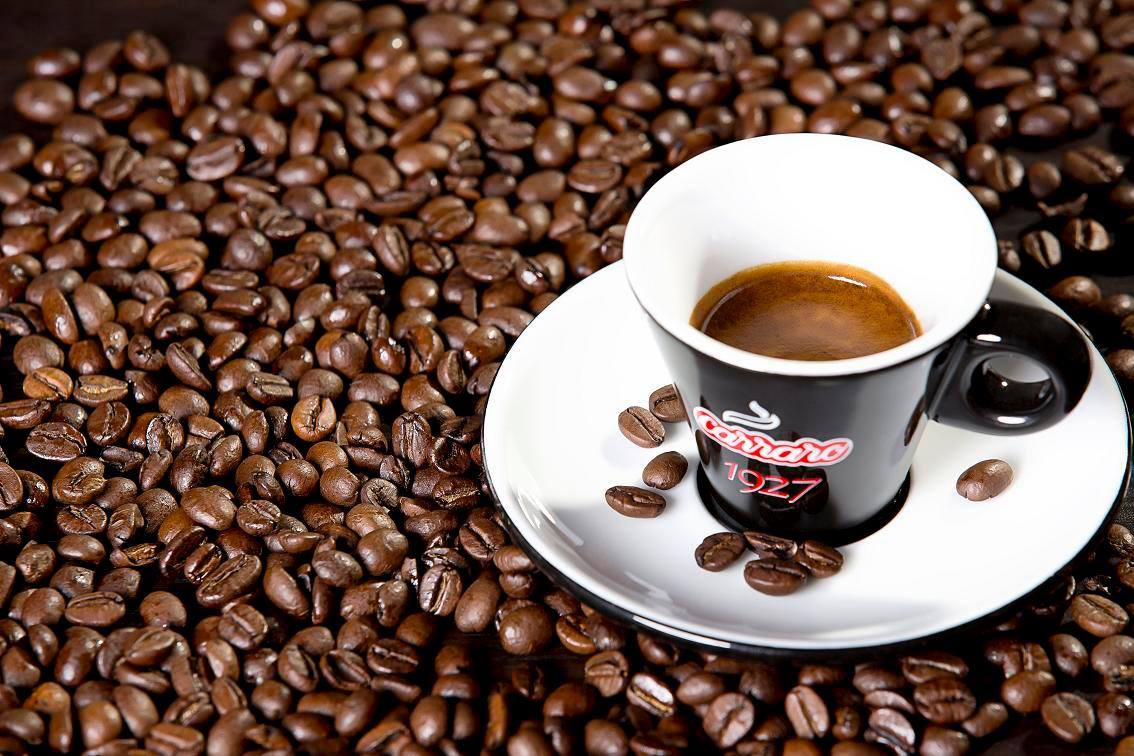
Cà phê Carraro

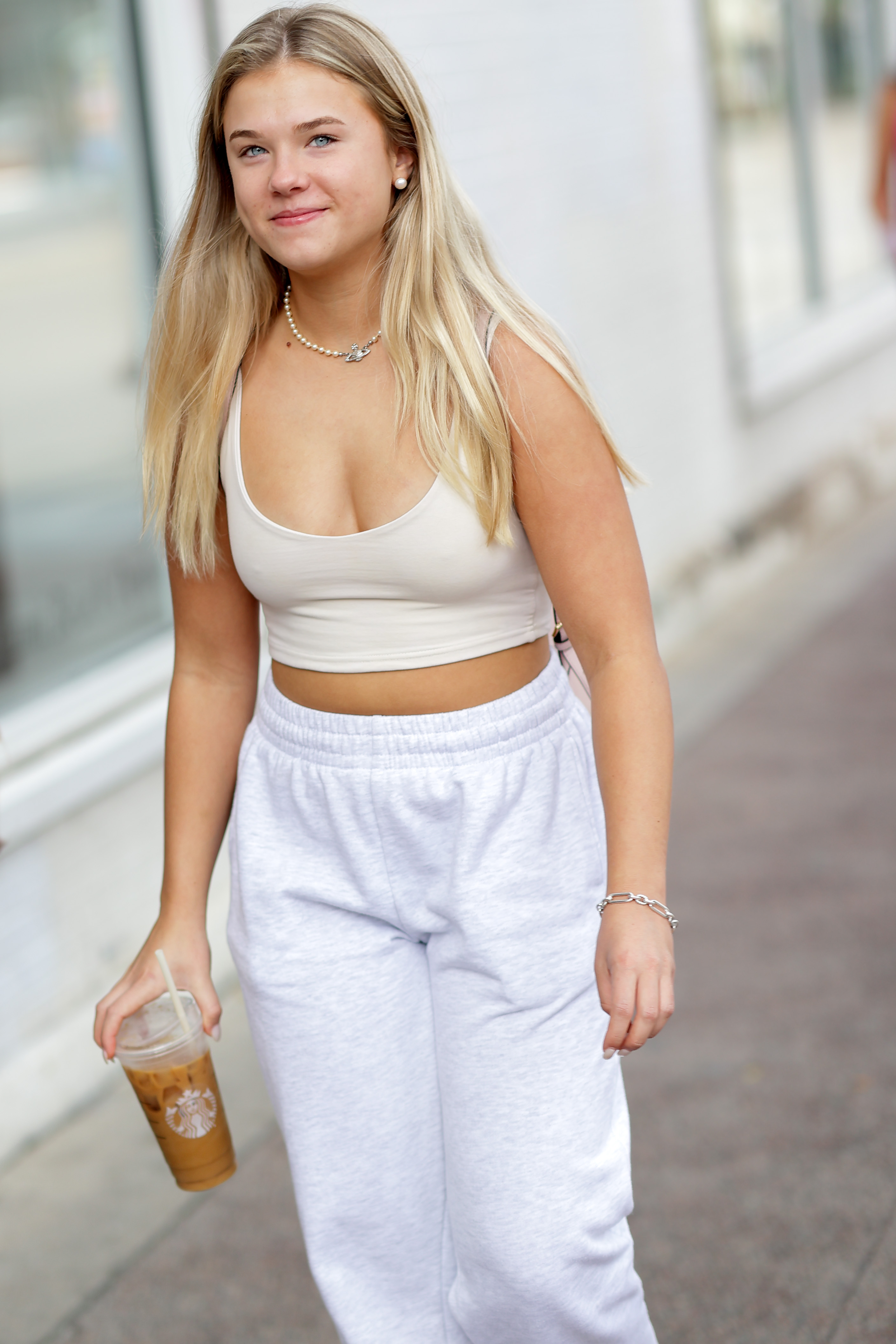
Cà phê là thức uống phổ biến cho giới trẻ ngày nay

Kinh tế cà phê (Economics of coffee) hay thị trường cà phê hay ngành cà phê chỉ về vai trò, giá trị, giao dịch của cà phê trong nền kinh tế. Cà phê là một loại đồ uống phổ biến và là một mặt hàng quan trọng. Hàng chục triệu nhà sản xuất nhỏ ở các nước đang phát triển kiếm sống bằng nghề trồng cà phê. Hơn 2,25 tỷ tách cà phê được tiêu thụ trên thế giới mỗi ngày. Hơn 90% sản lượng cà phê diễn ra ở các nước đang phát triển - chủ yếu là Nam Mỹ - trong khi việc tiêu thụ chủ yếu diễn ra ở các nền kinh tế công nghiệp hóa. Có 25 triệu nhà sản xuất nhỏ sống dựa vào cà phê để kiếm sống trên toàn thế giới. Ở Brazil, nơi sản xuất gần 1/3 sản lượng cà phê của thế giới với hơn 5 triệu người làm công việc trồng trọt và thu hoạch hơn 3 tỷ cây cà phê. Ngành cà phê sử dụng nhiều lao động hơn so với các ngành như mía hoặc chăn nuôi, vì việc trồng trọt không được tự động hóa, đòi hỏi người trồng phải chú ý thường xuyên.
Cà phê là mặt hàng xuất khẩu chủ lực và là mặt hàng nông sản xuất khẩu hàng đầu của 12 nước tính theo năm 2004, nước xuất khẩu nông sản hợp pháp lớn thứ bảy thế giới tính theo giá trị vào năm 2005 và "mặt hàng có giá trị thứ hai được xuất khẩu từ các nước đang phát triển" từ năm 1970 đến khoảng năm 2000. Hạt cà phê chưa rang hoặc còn xanh là một trong những mặt hàng nông sản được giao dịch nhiều nhất trên thế giới, mặt hàng này được giao dịch trong các hợp đồng tương lai trên nhiều sàn giao dịch như ở New York, Sàn giao dịch hàng hóa New York, Sàn giao dịch liên lục địa New York . Các trung tâm thương mại và chế biến cà phê quan trọng ở châu Âu là Hamburg và Trieste. Các quỹ đầu tư trong một thời gian khá dài, từ đầu năm đến nay đã chọn sàn robusta London làm một trong những nơi trú ẩn vốn
Người Ethiopia đã mang cà phê trồng trên các dãy núi Yemen, cà phê đã là thức uống thiết yếu và phổ biến khắp Bán đảo Ả Rập, Ba Tư, Ai Cập, Ottoman, Bắc Phi, khiến cà phê thành một loại hàng hóa có giá trị sinh lợi. Giữa thế kỷ 16, đế chế Ottoman nhận ra tiềm năng kinh tế của cà phê và quá trình giao dịch cà phê trên quy mô toàn cầu chính thức bắt đầu. Nguồn lợi từ cà phê đã góp phần đưa đế chế Ottoman phát triển cực thịnh. Để kiểm soát thương mại cà phê, Ottoman cấm phân phối hạt sống hoặc cây giống, nhân cà phê phải luộc hoặc rang chín trước khi xuất khẩu. Đầu thế kỷ 18, Hà Lan trở thành chủ lực sản xuất và cung ứng cà phê lớn nhất toàn cầu. Đế chế Anh đến năm 1815 đã tiếp quản các đồn điền cà phê tại Tích Lan (Ceylon) của Hà Lan rồi nhanh chóng trở thành một thế lực lớn trong thương mại cà phê toàn cầu. Mặc dù cà phê không phải là ưu tiên của nền kinh tế thuộc địa Anh, nhưng Anh đã kiếm được rất nhiều tiền từ thương mại cà phê. Nửa sau của thế kỷ 18, sản lượng cà phê tại các nước thuộc địa Pháp tăng cao, Pháp và Hà Lan trực tiếp cạnh tranh vị thế. Sau này, Mỹ vừa là quốc gia tiêu thụ cà phê hàng đầu thế giới, vừa là trung tâm công nghệ hóa ngành cà phê.
Việt Nam là quốc gia sản xuất cà phê Robusta lớn nhất thế giới, đứng thứ 2 về sản lượng xuất khẩu (sau Brazil). Với hương thơm đặc biệt, thể chất đậm từ nguồn nguyên liệu cà phê Robusta Buôn Ma Thuột nổi tiếng toàn cầu, cà phê Việt Nam ngày càng được thế giới biết đến và công nhận. Nhưng Việt Nam chưa có thương hiệu nào góp mặt trong danh sách 10 thương hiệu cà phê đắt nhất thế giới. Thế giới chuộng dòng cà phê chè Arabica nhưng Việt Nam lại có thế mạnh về cà phê vối Robusta. Việt Nam muốn định vị lại vị trí trên bản đồ cà phê thế giới phải xác định phát triển dòng Abarica hay vẫn theo Robusta, hay phối trộn hai dòng này lại. Thế giới tiếp cận cà phê không chỉ là một loại thức uống. Rất nhiều ngành kinh tế phát triển từ cây cà phê như mật ong hoa cà phê, phân bón từ bã cà phê hay thuốc nhộm vải, sợi, giày, từ cây cà phê, các nước chế ra được nhiều sản phẩm, nhưng Việt Nam thì vẫn đang sản xuất và xuất khẩu cà phê thô.
| Nhóm 10 nước sản xuất cà phê lớn nhất năm 2011 (triệu tấn)                                             | Nhóm 10 nước sản xuất cà phê lớn nhất năm 2011 (triệu tấn) |
| --- | ---------------------------------------------------------- |
| Brasil                                                                                                 | 2.70                                                       |
| Việt Nam                                                                                               | 1.28                                                       |
| Indonesia                                                                                              | 0.63                                                       |
| Colombia                                                                                               | 0.47                                                       |
| Ấn Độ                                                                                                  | 0.40                                                       |
| Ethiopia                                                                                               | 0.37                                                       |
| Perú                                                                                                   | 0.33                                                       |
| Honduras                                                                                               | 0.28                                                       |
| México                                                                                                 | 0.25                                                       |
| Guatemala                                                                                              | 0.24                                                       |
| World Total                                                                                            | 8.46                                                       |
| Source: UN Food and Agriculture Organization (FAO) Lưu trữ ngày 7 tháng 4 năm 2012 tại Wayback Machine |                                                            |